# Intercontinental Cup 1980
Intercontinental Cup 1980 là một thi đấu Bóng đá vào 11 tháng 2 năm 1981 giữa Nacional của Uruguay, người thắng cuộc 1980 Copa Libertadores, và Nottingham Forest của Anh,người thắng cuộc European Cup 1979–80. Trận đấu được diễn ra lần đầu tiên tại địa điểm sân vận động quốc gia ở Tokyo với 62,000 người hâm mộ. Waldemar Victorino được đặt tên là người đàn ông của trận đấu.

## Thông tin trận đấu
| Nacional      | 1–0 | Nottingham Forest |
| ------------- | --- | ----------------- |
| Victorino 10' |     |                   |

| Nacional | Nottingham Forest |

## Liên kết
- FIFA Article Lưu trữ ngày 7 tháng 11 năm 2012 tại Wayback Machine